# San Tommaso Apostolo (titre cardinalice)
Le titre cardinalice de San Tommaso Apostolo (Saint Thomas apôtre) est érigé par le pape François le 14 février 2015. 

## Paroisse
Il est attaché à l'Église San Tommaso Apostolo ad Infernetto située dans la zone Castel Fusano, au sud-ouest de Rome.

## Titulaires
| - Pierre Nguyên Van Nhon depuis 2015 |